# Swissôtel Nai Lert Park, Bangkok
Koordinaten: 13° 44′ 51,3″ N, 100° 32′ 49,8″ O
Das Swissôtel Nai Lert Park, Bangkok Hotel (Thai: โรงแรมสวิสโฮเต็ล ปาร์คนายเลิศ, Aussprache: [rɔːŋˑrɛːmˑsàˑwítˑhoːˑtenˑpaːkˑnajˑlə̂tˑ]) war eines von mehreren Luxushotels von Swissôtel Hotels & Resorts. Das Hotel verfügte über 338 Zimmer und Suiten mit eigenem Balkon, acht Restaurants und Bars, einen Spa- und Fitness-Bereich, ein Freiluft-Schwimmbad, Konferenz- und Veranstaltungsräumlichkeiten und eine große, tropische Gartenanlage.

## Lage
Das Hotel befand sich auf der „Wireless Road“ im Bangkoker Stadtteil Pathumwan. Die nächsten Hochbahn-Stationen (BTS Skytrain stations) sind Ploenchit und Chidlom, in etwa 40 Fahrminuten erreichte man den internationalen Flughafen Bangkok-Suvarnabhumi.

## Geschichte
Das Haus befand sich im Privatbesitz der Nai Lert Group Co. Ltd und war Teil von Swissôtel Hotels & Resorts, welche der Fairmont Raffles Hotels International angehören, einer Hotelkette mit weltweit insgesamt 120 Hotels und Resorts, die unter den Marken Raffles, Fairmont und Swissôtel geführt werden.
Gegründet wurde das Hotel im Jahre 1984 und war zunächst das Hilton International Bangkok at Nai Lert Park, bis es 2004 schließlich von Raffles Hotels International Ltd (ab 2006 Fairmont Raffles Hotels International) übernommen und in Swissôtel Nai Lert Park umbenannt wurde.
Das Hotel wurde am 31. Dezember 2016 (dauerhaft) geschlossen und Anfang 2019 als „Mövenpick BDMS Wellness Resort Bangkok“ wiedereröffnet.

## Preisverleihungen und Auszeichnungen
- Asia’s 1st Culinary Cup 2009[2]
- Bester Wettbewerber – „Modern Sandwich-Making“: Nuttaphol Lipiphan, Swissôtel Nai Lert Park, Bangkok
- Bester Wettbewerber – „Dress-the-Cake“: Sutee Navawuttiwat, Swissôtel Nai Lert Park, Bangkok
- Beste Wettbewerberin – „Praline and Petit Fours Display“: Jamsai Srichubaung, Swissôtel Nai Lert Park, Bangkok
- Thailand Tatler’s Best Restaurants 2009: La Dolce Vita at Ma Maison[3]
- World Travel Awards Asia 2007/2008: Thailand’s Leading Business Hotel 2008[4]
- Thailand Tatler’s Best Restaurants 2007/2008: Ma Maison Restaurant, Außergewöhnliche Küche und Service[3]

## Jährliche Blumenshow
Swissôtel Nai Lert Park in Bangkok veranstaltete jährlich im November eine Blumenschau. Die Idee stammte von Thanpuying Lursakdi Sampatisiri, der Tochter der Hotelgründerin, die ihre Liebe zu Blumen und zur Schönheit der Natur teilen und weiter verbreitet sehen möchte. Zum Schluss ist diese öffentliche und soziale Veranstaltung zu einer Tradition des Swissôtel Nai Lert Park geworden.